# Лоби (Алесандрија)
Лоби је насеље у Италији у округу Алесандрија, региону Пијемонт.
Према процени из 2011. у насељу је живело 668 становника. Насеље се налази на надморској висини од 88 м.